# Lachlan Morton
Lachlan Morton (Port Macquarie, Nova Gal·les del Sud, 1 de febrer de 1992) és un ciclista australià, professional des del 2011 i actualment a l'equip EF Education First. El seu germà Angus també s'ha dedicat al ciclisme professionalment.
El 2021, mentre se celebrava el Tour de França, va dur a terme The Alt Tour, consistent en fer el mateix recorregut que la competició; però en solitari i dormint al ras. A més, a diferència dels ciclistes competidors, també feia els trasllats entre la fi d'una etapa i l'inici de la següent en bicicleta. En total, va cobrir 5.510km en 18 dies seguits.

## Palmarès
- 2010
  - 1r al Tour de l'Abitibi i vencedor de 2 etapes
- 2013
  - Vencedor d'una etapa al Tour de Utah
- 2015
  - 1r al Mount Evans Hill Climb
- 2016
  - 1r al Tour de Gila i vencedor d'una etapa
  - 1r al Tour de Utah i vencedor de 2 etapes
  - Vencedor d'una etapa al Cascade Classic
  - Vencedor d'una etapa a la Volta a Hokkaidō
- 2019
  - Vencedor d'una etapa al Tour de Utah

### Resultats a la Volta a Espanya
- 2017. 90è de la classificació general

### Resultats al Giro d'Itàlia
- 2020. 111è de la classificació general